# Primera División 2010-2011 (Messico)
La Primera División 2010-2011 è stata la 64ª stagione del massimo campionato nazionale messicano. La stagione era suddivisa in un torneo di apertura ed uno di clausura di 17 giornate ciascuno. Le squadre erano divise in 3 gruppi da 6, validi solo ai fini della qualificazione alla fase finale detta Liguilla (perché in realtà ogni squadra affrontava una volta a torneo tutte le altre 16 come in un normale campionato): accedevano alla Liguilla le migliori due squadre di ogni gruppo, più le due migliori terze classificate. Questo sistema è stato abolito a partire dalla stagione successiva, in cui si è ritornati al normale sistema di qualificazione per il quale accedono alla fase finale le migliori otto squadre della classifica generale.
Il torneo di apertura è iniziato il 23 luglio 2010 e si è concluso il 5 dicembre, ed ha visto prevalere il Monterrey, che si è imposto in finale sul Santos Laguna. Il torneo di clausura è iniziato il 7 gennaio 2011 ed è terminato il 22 maggio, con la vittoria dei Pumas sul Morelia. Al termine del campionato, il Necaxa è retrocesso in Liga de Ascenso, avendo il peggior rapporto tra punti fatti e partite giocate.

## Squadre partecipanti
| Squadra           | Allenatore              | Stadio                               | Città                    |
| ----------------- | ----------------------- | ------------------------------------ | ------------------------ |
| América           | Manuel Lapuente         | Estadio Azteca                       | Città del Messico        |
| Atlante           | René Isidoro García     | Estadio Olímpico Andrés Quintana Roo | Cancún                   |
| Atlas             | Carlos Ischia           | Estadio Jalisco                      | Guadalajara              |
| Guadalajara       | José Luis Real          | Estadio Omnilife                     | Guadalajara              |
| Cruz Azul         | Enrique Meza            | Estadio Azul                         | Città del Messico        |
| Estudiantes Tecos | Miguel Herrera          | Estadio Tres de Marzo                | Guadalajara              |
| Querétaro         | Ángel Comizzo           | Estadio Corregidora                  | Santiago de Querétaro    |
| Jaguares          | José Guadalupe Cruz     | Estadio Víctor Manuel Reyna          | Tuxtla Gutiérrez         |
| Monterrey         | Víctor Manuel Vucetich  | Estadio Tecnológico                  | Monterrey                |
| Monarcas Morelia  | Tomás Boy               | Estadio Morelos                      | Morelia                  |
| Necaxa            | Daniel Brailovsky       | Estadio Victoria                     | Aguascalientes           |
| Pachuca           | Guillermo Rivarola      | Estadio Hidalgo                      | Pachuca                  |
| Puebla            | José Luis Sánchez       | Estadio Cuauhtémoc                   | Puebla de Zaragoza       |
| Pumas UNAM        | Guillermo Vázquez       | Estadio Olímpico Universitario       | Città del Messico        |
| San Luis          | Ignacio Ambríz          | Estadio Alfonso Lastras              | San Luis Potosí          |
| Santos Laguna     | Rubén Omar Romano       | Estadio Corona                       | Torreón                  |
| Tigres UANL       | Ricardo Ferretti        | Estadio Universitario                | San Nicolás de los Garza |
| Toluca            | José Manuel de la Torre | Estadio Nemesio Díez                 | Toluca                   |

- Lo stadio Omnilife è stato inaugurato all'inizio della stagione, il 30 luglio 2010, con l'incontro amichevole tra Chivas e Manchester United, conclusosi 3-2 per i messicani.[1]

### Cambi di allenatore
| Squadra           | Allenatore              | Successore        | Data              |
| ----------------- | ----------------------- | ----------------- | ----------------- |
| Pachuca           | Guillermo Rivarola      | Pablo Marini      | 16 agosto 2010    |
| Atlas             | Carlos Ischia           | José Luis Mata    | 22 agosto 2010    |
| Puebla            | José Luis Sánchez       | Eduardo Fentanes  | 23 agosto 2010    |
| Estudiantes Tecos | Miguel Herrera          | Eduardo Acevedo   | 6 settembre 2010  |
| Atlante           | René Isidoro García     | Eduardo Bacas     | 14 settembre 2010 |
| Puebla            | Eduardo Fentanes        | José Luis Trejo   | 14 settembre 2010 |
| Atlas             | José Luis Mata          | Benjamín Galindo  | 18 ottobre 2010   |
| Toluca            | José Manuel de la Torre | Sergio Lugo       | 14 novembre 2010  |
| Estudiantes Tecos | Eduardo Acevedo         | José Luis Sánchez | 15 novembre 2010  |
| Atlante           | Eduardo Bacas           | Miguel Herrera    | 24 novembre 2010  |
| Querétaro         | Ángel Comizzo           | Gustavo Matosas   | 24 novembre 2010  |
| América           | Manuel Lapuente         | Carlos Reinoso    | 24 gennaio 2011   |
| Necaxa            | Daniel Brailovsky       | Sergio Bueno      | 30 gennaio 2011   |
| Puebla            | José Luis Trejo         | Héctor Eugui      | 13 febbraio 2011  |
| Santos Laguna     | Rubén Romano            | Diego Cocca       | 19 febbraio 2011  |
| Pachuca           | Pablo Marini            | Efraín Flores     | 5 marzo 2011      |

## Apertura

### Classifica generale
| Pos | Squadra           | G  | V  | N  | P  | GF | GS | Diff | Pts |                               |
| --- | ----------------- | -- | -- | -- | -- | -- | -- | ---- | --- | ----------------------------- |
| 1   | Cruz Azul         | 17 | 12 | 3  | 2  | 33 | 13 | +20  | 39  |                               |
| 2   | Monterrey         | 17 | 9  | 5  | 3  | 29 | 20 | +9   | 32  |                               |
| 3   | Santos            | 17 | 9  | 3  | 5  | 28 | 19 | +9   | 30  |                               |
| 4   | América           | 17 | 7  | 6  | 4  | 22 | 16 | +6   | 27  | Accede alla Copa Libertadores |
| 5   | San Luis          | 17 | 8  | 2  | 7  | 21 | 19 | +2   | 26  | Accede alla Copa Libertadores |
| 6   | Jaguares          | 17 | 6  | 7  | 4  | 21 | 14 | +7   | 25  | Accede alla Copa Libertadores |
| 7   | Pachuca           | 17 | 7  | 4  | 6  | 27 | 28 | -1   | 25  |                               |
| 8   | Pumas             | 17 | 7  | 4  | 6  | 23 | 24 | -1   | 25  |                               |
| 9   | Tigres            | 17 | 6  | 6  | 5  | 24 | 15 | +9   | 24  |                               |
| 10  | Guadalajara       | 17 | 4  | 10 | 3  | 15 | 14 | +1   | 22  |                               |
| 11  | Toluca            | 17 | 5  | 7  | 5  | 18 | 20 | -2   | 22  |                               |
| 12  | Morelia           | 17 | 5  | 6  | 6  | 17 | 16 | +1   | 21  |                               |
| 13  | Puebla            | 17 | 4  | 4  | 8  | 21 | 26 | -5   | 19  |                               |
| 14  | Querétaro         | 17 | 5  | 4  | 8  | 18 | 28 | -10  | 19  |                               |
| 15  | Necaxa            | 17 | 4  | 4  | 9  | 14 | 21 | -7   | 16  |                               |
| 16  | Atlante           | 17 | 4  | 4  | 9  | 17 | 27 | -10  | 16  |                               |
| 17  | Estudiantes Tecos | 17 | 4  | 3  | 10 | 18 | 36 | -18  | 15  |                               |
| 18  | Atlas             | 17 | 3  | 4  | 10 | 18 | 27 | -9   | 13  |                               |

- Le squadre in azzurro accedono alla Liguilla.
- Cruz Azul, Monterrey e Santos non accedono alla Copa Libertadores 2011 perché già impegnate nella Concachampions.

### Classifica gruppi

#### Gruppo 1
| Pos | Squadra           | G  | V | N  | P  | GF | GS | Diff | Pts |
| --- | ----------------- | -- | - | -- | -- | -- | -- | ---- | --- |
| 1   | Monterrey         | 17 | 9 | 5  | 3  | 29 | 20 | +9   | 32  |
| 2   | Santos Laguna     | 17 | 9 | 3  | 5  | 28 | 19 | +9   | 30  |
| 3   | Tigres            | 17 | 6 | 6  | 5  | 24 | 16 | +8   | 24  |
| 4   | Guadalajara       | 17 | 4 | 10 | 3  | 16 | 15 | +1   | 22  |
| 5   | Necaxa            | 17 | 4 | 4  | 9  | 14 | 21 | -7   | 16  |
| 6   | Estudiantes Tecos | 17 | 4 | 3  | 10 | 18 | 36 | -18  | 15  |

### Gruppo 2
| Pos | Squadra  | G  | V | N | P  | GF | GS | Diff | Pts |
| --- | -------- | -- | - | - | -- | -- | -- | ---- | --- |
| 1   | América  | 17 | 7 | 6 | 4  | 22 | 16 | +6   | 27  |
| 2   | San Luis | 17 | 8 | 2 | 6  | 21 | 18 | +3   | 26  |
| 3   | Pachuca  | 17 | 7 | 4 | 6  | 27 | 28 | -1   | 25  |
| 4   | Toluca   | 17 | 5 | 7 | 5  | 18 | 20 | -2   | 22  |
| 5   | Atlante  | 17 | 4 | 4 | 9  | 17 | 27 | -10  | 16  |
| 6   | Atlas    | 17 | 3 | 4 | 10 | 18 | 27 | -9   | 13  |

### Grupo 3
| Pos | Squadra   | G  | V  | N | P | GF | GS | Diff | Pts |
| --- | --------- | -- | -- | - | - | -- | -- | ---- | --- |
| 1   | Cruz Azul | 17 | 12 | 3 | 2 | 33 | 13 | +20  | 39  |
| 2   | Jaguares  | 17 | 6  | 7 | 4 | 21 | 14 | +7   | 25  |
| 3   | Pumas     | 17 | 7  | 4 | 6 | 23 | 24 | -1   | 25  |
| 4   | Morelia   | 17 | 5  | 6 | 6 | 17 | 16 | +1   | 21  |
| 6   | Puebla    | 17 | 5  | 4 | 8 | 21 | 26 | -5   | 19  |
| 5   | Querétaro | 17 | 5  | 4 | 8 | 18 | 28 | -10  | 19  |

### Liguilla
In caso di risultato globale di parità, passa la squadra meglio piazzata in campionato.
|  | Quarti di finale | Quarti di finale | Quarti di finale | Quarti di finale | Quarti di finale |  |  | Semifinali | Semifinali    | Semifinali | Semifinali | Semifinali |   |   | Finale | Finale        | Finale | Finale | Finale |  |
|  |                  |                  |                  |                  |                  |  |  |            |               |            |            |            |   |   |        |               |        |        |        |  |
|  | 8                | Pumas UNAM       | 1                | 2                | 3                |  |  |            |               |            |            |            |   |   |        |               |        |        |        |  |
|  | 1                | Cruz Azul        | 2                | 0                | 2                |  |  | 8          | Pumas UNAM    | 0          | 0          | 0          |   |   |        |               |        |        |        |  |
|  | 7                | Pachuca          | 1                | 3                | 4                |  |  | 2          | Monterrey     | 0          | 2          | 2          |   |   |        |               |        |        |        |  |
|  | 2                | Monterrey        | 1                | 3                | 4                |  |  |            |               |            |            |            |   |   | 3      | Santos Laguna | 3      | 0      | 3      |  |
|  | 6                | Jaguares         | 1                | 0                | 1                |  |  |            |               | 2          | Monterrey  | 2          | 3 | 5 |        |               |        |        |        |  |
|  | 3                | Santos Laguna    | 1                | 1                | 2                |  |  | 4          | América       | 1          | 3          | 4          |   |   |        |               |        |        |        |  |
|  | 5                | San Luis         | 0                | 1                | 1                |  |  | 3          | Santos Laguna | 2          | 3          | 5          |   |   |        |               |        |        |        |  |
|  | 4                | América          | 0                | 4                | 4                |  |  |            |               |            |            |            |   |   |        |               |        |        |        |  |

| Campione Apertura 2010 |
| ---------------------- |
| Monterrey (4º titolo)  |

- Le finaliste Monterrey e Santos Laguna accedono alla Concachampions 2011-2012.

### Classifica cannonieri
| Giocatore         | Club          | Gol | Min  | Min/gol |
| ----------------- | ------------- | --- | ---- | ------- |
| Christian Benítez | Santos Laguna | 14  | 1440 | 102,85  |
| Humberto Suazo    | Monterrey     | 10  | 1204 | 120,4   |
| Johan Fano        | Atlante       | 9   | 1302 | 144,66  |
| Itamar Batista    | Tigres UANL   | 9   | 1318 | 146,44  |
| Darío Cvitanich   | Pachuca       | 8   | 1108 | 138,5   |
| Gabriel Pereyra   | Puebla        | 8   | 1181 | 147,62  |
| Matías Vuoso      | América       | 8   | 1184 | 148     |
| Sergio Blanco     | Querétaro     | 8   | 1313 | 164,12  |
| Christian Giménez | Cruz Azul     | 8   | 1441 | 180,12  |
| Alfredo Moreno    | Atlas         | 7   | 1156 | 165,14  |

## Clausura

### Classifica generale
| Pos | Squadra           | G  | V  | N | P  | GF | GS | Diff | Pts |
| --- | ----------------- | -- | -- | - | -- | -- | -- | ---- | --- |
| 1   | Tigres            | 17 | 10 | 5 | 2  | 26 | 9  | +17  | 35  |
| 2   | Pumas             | 17 | 10 | 5 | 2  | 27 | 13 | +14  | 35  |
| 3   | Morelia           | 17 | 9  | 4 | 4  | 31 | 24 | +7   | 31  |
| 4   | Atlante           | 17 | 8  | 3 | 6  | 28 | 17 | +11  | 27  |
| 5   | Cruz Azul         | 17 | 7  | 5 | 5  | 25 | 20 | +5   | 26  |
| 6   | América           | 17 | 8  | 2 | 7  | 31 | 28 | +3   | 26  |
| 7   | Monterrey         | 17 | 7  | 5 | 5  | 23 | 20 | +3   | 26  |
| 8   | Chivas            | 17 | 6  | 7 | 4  | 23 | 15 | +8   | 25  |
| 9   | Santos Laguna     | 17 | 7  | 2 | 8  | 23 | 23 | 0    | 23  |
| 10  | Atlas             | 17 | 6  | 5 | 6  | 19 | 19 | 0    | 23  |
| 11  | San Luis          | 17 | 4  | 9 | 4  | 20 | 18 | +2   | 21  |
| 12  | Toluca            | 17 | 5  | 6 | 6  | 28 | 27 | +1   | 21  |
| 13  | Pachuca           | 17 | 4  | 6 | 7  | 16 | 25 | -9   | 18  |
| 14  | Puebla            | 17 | 5  | 3 | 9  | 16 | 26 | -10  | 18  |
| 15  | Estudiantes Tecos | 17 | 4  | 5 | 8  | 21 | 34 | -13  | 17  |
| 16  | Querétaro         | 17 | 4  | 4 | 9  | 16 | 35 | -19  | 16  |
| 17  | Necaxa            | 17 | 3  | 6 | 8  | 10 | 15 | -5   | 15  |
| 18  | Jaguares          | 17 | 4  | 2 | 11 | 15 | 30 | -15  | 14  |

- Le squadre in azzurro accedono alla Liguilla.

### Classifica gruppi

#### Gruppo 1
| Pos | Squadra           | G  | V  | N | P | GF | GS | Diff | Pts |
| --- | ----------------- | -- | -- | - | - | -- | -- | ---- | --- |
| 1   | Tigres            | 17 | 10 | 5 | 2 | 26 | 9  | +17  | 35  |
| 2   | Monterrey         | 17 | 7  | 5 | 5 | 23 | 20 | +3   | 26  |
| 3   | Chivas            | 17 | 6  | 7 | 4 | 23 | 15 | +8   | 25  |
| 4   | Santos Laguna     | 17 | 7  | 2 | 8 | 23 | 23 | 0    | 23  |
| 5   | Estudiantes Tecos | 17 | 4  | 5 | 8 | 21 | 34 | -13  | 17  |
| 6   | Necaxa            | 17 | 3  | 6 | 8 | 10 | 15 | -5   | 14  |

#### Gruppo 2
| Pos | Squadra  | G  | V | N | P | GF | GS | Diff | Pts |
| --- | -------- | -- | - | - | - | -- | -- | ---- | --- |
| 1   | Atlante  | 17 | 8 | 3 | 6 | 28 | 17 | +11  | 27  |
| 2   | América  | 17 | 8 | 2 | 7 | 31 | 28 | +3   | 26  |
| 3   | Atlas    | 17 | 6 | 5 | 6 | 19 | 19 | 0    | 23  |
| 4   | Toluca   | 17 | 5 | 6 | 6 | 28 | 27 | +1   | 21  |
| 5   | San Luis | 17 | 4 | 9 | 4 | 20 | 18 | +2   | 21  |
| 6   | Pachuca  | 17 | 4 | 6 | 7 | 16 | 25 | -9   | 18  |

#### Gruppo 3
| Pos | Squadra   | G  | V  | N | P  | GF | GS | Diff | Pts |
| --- | --------- | -- | -- | - | -- | -- | -- | ---- | --- |
| 1   | Pumas     | 17 | 10 | 5 | 2  | 27 | 13 | +14  | 35  |
| 2   | Morelia   | 17 | 9  | 4 | 4  | 31 | 24 | +7   | 31  |
| 3   | Cruz Azul | 17 | 7  | 5 | 5  | 25 | 20 | +5   | 26  |
| 4   | Puebla    | 17 | 5  | 3 | 9  | 16 | 26 | -10  | 18  |
| 5   | Querétaro | 17 | 4  | 4 | 9  | 16 | 35 | -19  | 16  |
| 6   | Jaguares  | 17 | 4  | 2 | 11 | 15 | 30 | -15  | 14  |

### Classifica percentuali
Si considerano i punti totalizzati negli ultimi 3 tornei, incluso quello corrente, e si divide la loro somma per il numero totale di partite giocate nei 3 campionati. La squadra con il coefficiente più basso retrocede in Liga de Ascenso.
| Pos | Squadra           | A-2008 | C-2009 | A-2009 | C-2010 | A-2010 | C-2011 | Punti | Partite | Coefficiente |
| --- | ----------------- | ------ | ------ | ------ | ------ | ------ | ------ | ----- | ------- | ------------ |
| 1   | Toluca            | 27     | 36     | 35     | 30     | 22     | 21     | 171   | 102     | 1.6765       |
| 2   | Monterrey         | 19     | 26     | 30     | 36     | 32     | 26     | 169   | 102     | 1.6569       |
| 3   | Cruz Azul         | 26     | 13     | 33     | 25     | 39     | 26     | 162   | 102     | 1.5882       |
| 4   | Pumas             | 26     | 28     | 17     | 28     | 25     | 35     | 159   | 102     | 1.5588       |
| 5   | Morelia           | 24     | 22     | 33     | 25     | 21     | 31     | 156   | 102     | 1.5294       |
| 6   | América           | 21     | 23     | 30     | 25     | 27     | 26     | 152   | 102     | 1.4902       |
| 7   | Santos Laguna     | 22     | 22     | 27     | 28     | 30     | 23     | 152   | 102     | 1.4902       |
| 8   | Pachuca           | 21     | 36     | 24     | 25     | 25     | 18     | 149   | 102     | 1.4608       |
| 9   | Chivas            | 25     | 21     | 19     | 32     | 22     | 25     | 144   | 102     | 1.4118       |
| 10  | Tigres            | 26     | 14     | 22     | 19     | 24     | 35     | 140   | 102     | 1.3725       |
| 11  | San Luis          | 29     | 17     | 21     | 14     | 26     | 21     | 128   | 102     | 1.2549       |
| 12  | Atlante           | 27     | 17     | 23     | 16     | 16     | 27     | 126   | 102     | 1.2353       |
| 13  | Puebla            | 15     | 26     | 26     | 19     | 19     | 18     | 123   | 102     | 1.2059       |
| 14  | Estudiantes Tecos | 25     | 25     | 20     | 19     | 15     | 17     | 121   | 102     | 1.1863       |
| 15  | Atlas             | 22     | 21     | 18     | 24     | 13     | 23     | 121   | 102     | 1.1863       |
| 16  | Jaguares          | 18     | 21     | 19     | 19     | 25     | 14     | 116   | 102     | 1.1373       |
| 17  | Querétaro         | 0      | 0      | 18     | 21     | 19     | 16     | 74    | 68      | 1.0882       |
| 18  | Necaxa            | 0      | 0      | 0      | 0      | 16     | 15     | 31    | 34      | 0.9118       |

- In virtù del peggior rapporto punti/partite giocate, il Necaxa retrocede in Liga de Ascenso.

### Liguilla
In caso di risultato globale di parità, passa la squadra meglio piazzata in campionato.
|  | Quarti di finale | Quarti di finale | Quarti di finale | Quarti di finale | Quarti di finale |  |  | Semifinali | Semifinali       | Semifinali | Semifinali | Semifinali |   |   | Finale | Finale           | Finale | Finale | Finale |  |
|  |                  |                  |                  |                  |                  |  |  |            |                  |            |            |            |   |   |        |                  |        |        |        |  |
|  | 8                | Guadalajara      | 3                | 1                | 4                |  |  |            |                  |            |            |            |   |   |        |                  |        |        |        |  |
|  | 1                | Tigres UANL      | 1                | 1                | 2                |  |  | 8          | Guadalajara      | 1          | 0          | 1          |   |   |        |                  |        |        |        |  |
|  | 7                | Monterrey        | 3                | 0                | 3                |  |  | 2          | Pumas UNAM       | 1          | 2          | 3          |   |   |        |                  |        |        |        |  |
|  | 2                | Pumas UNAM       | 1                | 2                | 3                |  |  |            |                  |            |            |            |   |   | 3      | Monarcas Morelia | 1      | 1      | 2      |  |
|  | 6                | América          | 1                | 2                | 3                |  |  |            |                  | 2          | Pumas UNAM | 1          | 2 | 3 |        |                  |        |        |        |  |
|  | 3                | Monarcas Morelia | 2                | 3                | 5                |  |  | 4          | Cruz Azul        | 2          | 0          | 2          |   |   |        |                  |        |        |        |  |
|  | 5                | Cruz Azul        | 2                | 0                | 2                |  |  | 3          | Monarcas Morelia | 0          | 3          | 3          |   |   |        |                  |        |        |        |  |
|  | 4                | Atlante          | 1                | 0                | 1                |  |  |            |                  |            |            |            |   |   |        |                  |        |        |        |  |

| Campione Clausura 2011 |
| ---------------------- |
| Pumas UNAM (7º titolo) |

### Classifica cannonieri
| Giocatore           | Club              | Gol | Min  | Min/gol |
| ------------------- | ----------------- | --- | ---- | ------- |
| Ángel Reyna         | América           | 13  | 1361 | 104,69  |
| Wilmer Aguirre      | San Luis          | 10  | 1164 | 116,4   |
| Rafael Márquez Lugo | Monarcas Morelia  | 9   | 1244 | 138,22  |
| Héctor Mancilla     | Tigres UANL       | 9   | 1419 | 157,67  |
| Emanuel Villa       | Cruz Azul         | 9   | 1457 | 161,89  |
| Carlos Bueno        | Querétaro         | 9   | 1510 | 167,78  |
| Christian Bermúdez  | Atlante           | 9   | 1521 | 169     |
| Marco Fabián        | Guadalajara       | 8   | 984  | 123     |
| Juan Carlos Cacho   | Pumas UNAM        | 7   | 601  | 85,86   |
| Mauro Cejas         | Estudiantes Tecos | 7   | 1383 | 197,57  |